# Ioannis Amanatidis
Ioannis Amanatidis (Grieks: Ιωάννης Αμανατίδης) (Kozani, 3 december 1981) is een voormalig Grieks voetballer (aanvaller) die zijn loopbaan in 2012 afsloot bij de Duitse eersteklasser Eintracht Frankfurt. Voordien speelde hij onder andere voor VfB Stuttgart en 1. FC Kaiserslautern.
Amanatidis speelde sinds 2002 in totaal 22 wedstrijden voor de Griekse nationale ploeg, daarin kon hij twee keer scoren.
Amanatidis woont sinds zijn 9e jaar in Duitsland.
Amanatidis heeft de UEFA-managmentopleiding Executive Master for International Players (MIP) gedaan.
1. ↑  UEFA Executive Master for International Players, Who’s who 2015 – 2017,pdf op UefaMIP.com, geraadpleegd 8 januari 2023.